# Georg Helmreich
Georg Helmreich (* 10. Dezember 1849 in Büchenbach, Mittelfranken; † 7. August 1921 in Ansbach) war ein deutscher Klassischer Philologe und Medizinhistoriker.

## Leben
Georg Helmreich stammte aus einer fränkischen Bauernfamilie. Sein Vater Johann Andreas Thomas Helmreich (1807–?) war Tagelöhner, seine Mutter Margarethe geb. Barthel (1821–?) die Tochter eines Hirten. Dank einem königlichen Stipendium konnte Georg Helmreich ab 1863 die Lateinschule in Roth und später das Gymnasium Carolinum in Ansbach besuchen, wo er 1869 die Reifeprüfung ablegte. Anschließend studierte er Klassische Philologie, Geschichte und Philosophie in München (1869/70) und Erlangen.
Nach dem Lehramtsexamen (1873/74) arbeitete Helmreich als Lehrer in Zweibrücken, aber er blieb der Universität Erlangen weiterhin verbunden: 1875 legte er die philologische Prüfung ab, 1876 wurde er mit dem Prädikat „summa cum laude“ zum Dr. phil. promoviert. Ab 1875 unterrichtete er am Gymnasium bei St. Anna in Augsburg, wo er 1888 zum Gymnasialprofessor ernannt wurde. 1899 wurde Helmreich Rektor des Gymnasiums in Hof, 1901 des Gymnasiums Carolinum in Ansbach, wo er bis an sein Lebensende tätig war. 1915 trat er in den Ruhestand.
Neben dem Schuldienst war Helmreich ununterbrochen wissenschaftlich tätig. Seit seinem Studium beschäftigte er sich mit der Geschichte der Medizin im Altertum. Einzelne Schriften Galens, die damals nur in der antiquierten Ausgabe von Karl Gottlob Kühn (1821–1833) verfügbar waren, gab Helmreich in neuen kritischen Editionen heraus. Dabei machte er auch Neufunde bekannt, darunter die Fragmente der Schrift De propriis placitis. Die dazu notwendigen Forschungsreisen in die großen Bibliotheken Europas unternahm er während seines Urlaubs.
Im Zuge seiner Arbeit wurde Helmreich ein anerkannter Fachmann der antiken medizinischen Texte. So wurde er auch vom Teubner-Verlag zusammen mit Johann Marquardt und Iwan von Müller beauftragt, die neue kritische Ausgabe von Galens kleineren Schriften zu erarbeiten. Helmreich bearbeitete den dritten Band, der 1893 erschien.
Als auf Initiative von Johan Ludvig Heiberg das Corpus Medicorum Graecorum an der Preußischen Akademie der Wissenschaften 1901 begründet wurde, wurde Helmreich als Mitarbeiter hinzugezogen. Im Auftrag von Hermann Diels beteiligte er sich am Katalog der Handschriften der antiken Ärzte. Er übernahm auch die Edition mehrerer Schriften, von denen er aber nur In Hippocratis de victu acutorum commentaria (1914) und De alimentorum facultatibus (1923) abschließen konnte.
Helmreichs kritische Editionen, unter denen sich auch die Schriften der Ärzte Scribonius Largus (1887) und Marcellus Empiricus (1889) befinden, blieben noch lange nach ihrem Erscheinen in Gebrauch und sind zum Teil bis heute nicht ersetzt.

## Schriften (Auswahl)
- Observationes criticae in Galeni Περὶ τῶν ϰαθ’ Ἱπποϰράτην στοχείων libros. Erlangen 1877 (Dissertation)
- Γαληνοῦ περὶ τοῦ διὰ τῆς σμικρᾶς σφαίρας γυμνασίου. Galeni libellus qui est de parvae pilae exercitio. Augsburg 1878 (Schulprogramm)
- Scribonii Largi Conpositiones. Leipzig 1887
- Claudii Galeni Pergameni scripta minora. Band 3, Leipzig 1893. Nachdruck Amsterdam 1967 (De sectis ad eos, qui introducuntur. Thrasibulus. De facultatibus naturalibus)
- Marcelli De medicamentis liber. Teubner, Leipzig 1899
- Galenus De optima corporis constitutione: Idem De bono habitu. Accedit corollarium variarum lectionum. Hof 1901 (Schulprogramm)
- Galeni De temperamentis libri III. Leipzig 1904. Nachdruck Stuttgart 1969
- Galen / Über die Kräfte der Nahrungsmittel. Ansbach 1905–1909 (Schulprogramm; ursprünglich „als Probe einer neuen Textrezension“)
  - Erstes Buch Kap. 1–13. Ansbach 1905
  - Erstes Buch Kap. 14 – Zweites Buch, Kap. 20. Ansbach 1906
  - Zweites Buch Kap. 21–71. Ansbach 1907
  - Drittes Buch Kap. 1–20. Ansbach 1908
  - Drittes Buch Kap. 21–41. Ansbach 1909
- Galeni De usu partium corporis humani libri XVII. Zwei Bände, Leipzig 1907–1909
- Bruchstücke eines Kommentars zu Galens Schriften περὶ στοιχείων, περὶ κράσεων und περὶ φυσικῶν δυνάμεων. Ansbach 1910 (Schulprogramm)
- Handschriftliche Studien zu Symeon Seth. Ansbach 1913 (Schulprogramm)
- Galeni In Hippocratis de victu acutorum commentaria. Leipzig/Berlin 1914 (Corpus Medicorum Graecorum V 9,1)
- Handschriftliche Verbesserungen zu dem Hippokratesglossar des Galen. Berlin 1916 (Sitzungsberichte der Königlich Preußischen Akademie der Wissenschaften, Philosophisch-Historische Klasse 1916, Heft 7)
- Handschriftliche Studien zu Meletius. Berlin 1918 (Abhandlungen der Königlich Preußischen Akademie der Wissenschaften, Philosophisch-Historische Klasse 1918, Heft 6)
- Zum sogenannten Esculapius. In: Mitteilungen für die Geschichte der Medizin und der Naturwissenschaften. Band 18, 1919, S. 24–32.
- Galeni De alimentorum facultatibus libri III. Berlin 1923 (Corpus Medicorum Graecorum V 4,2)